# 基耶卡瓦市镇
基耶卡瓦市镇是拉脫維亞的市镇，位於該國西部，行政中心为基耶卡瓦。市镇面積为454.5平方公里，人口数量为27,391人（2018年）。
基耶卡瓦市镇设立于2009年。2021年7月1日，基耶卡瓦市镇和巴爾多內市鎮合并成新的基耶卡瓦市镇。